# Hildoberto Carneiro de Oliveira
Hildoberto Carneiro de Oliveira (Boca do Acre, 15 de outubro de 1940 – Rio de Janeiro, 8 de junho de 2020) foi um médico brasileiro.
Foi eleito membro da Academia Nacional de Medicina em 2017, ocupando a Cadeira 77.